# STAMBPL1
STAMBPL1 (англ. STAM binding protein like 1) – білок, який кодується однойменним геном, розташованим у людей на короткому плечі 10-ї хромосоми. Довжина поліпептидного ланцюга білка становить 436 амінокислот, а молекулярна маса — 49 783.
| 10         |  | 20         |  | 30         |  | 40         |  | 50         |
| ---------- |  | ---------- |  | ---------- |  | ---------- |  | ---------- |
| MDQPFTVNSL |  | KKLAAMPDHT |  | DVSLSPEERV |  | RALSKLGCNI |  | TISEDITPRR |
| YFRSGVEMER |  | MASVYLEEGN |  | LENAFVLYNK |  | FITLFVEKLP |  | NHRDYQQCAV |
| PEKQDIMKKL |  | KEIAFPRTDE |  | LKNDLLKKYN |  | VEYQEYLQSK |  | NKYKAEILKK |
| LEHQRLIEAE |  | RKRIAQMRQQ |  | QLESEQFLFF |  | EDQLKKQELA |  | RGQMRSQQTS |
| GLSEQIDGSA |  | LSCFSTHQNN |  | SLLNVFADQP |  | NKSDATNYAS |  | HSPPVNRALT |
| PAATLSAVQN |  | LVVEGLRCVV |  | LPEDLCHKFL |  | QLAESNTVRG |  | IETCGILCGK |
| LTHNEFTITH |  | VIVPKQSAGP |  | DYCDMENVEE |  | LFNVQDQHDL |  | LTLGWIHTHP |
| TQTAFLSSVD |  | LHTHCSYQLM |  | LPEAIAIVCS |  | PKHKDTGIFR |  | LTNAGMLEVS |
| ACKKKGFHPH |  | TKEPRLFSIC |  | KHVLVKDIKI |  | IVLDLR     |  |            |

A: Аланін

C: Цистеїн

D: Аспарагінова кислота

E: Глутамінова кислота

F: Фенілаланін

G: Гліцин

H: Гістидин

I: Ізолейцин

K: Лізин

L: Лейцин

M: Метіонін

N: Аспарагін

P: Пролін

Q: Глутамін

R: Аргінін

S: Серин

T: Треонін

V: Валін

W: Триптофан

Кодований геном білок за функціями належить до гідролаз, протеаз, металопротеаз, фосфопротеїнів. 
Задіяний у таких біологічних процесах, як убіквітинування білків, ацетилювання, альтернативний сплайсинг. 
Білок має сайт для зв'язування з іонами металів, іоном цинку. 